# Manuel Godinho de Erédia

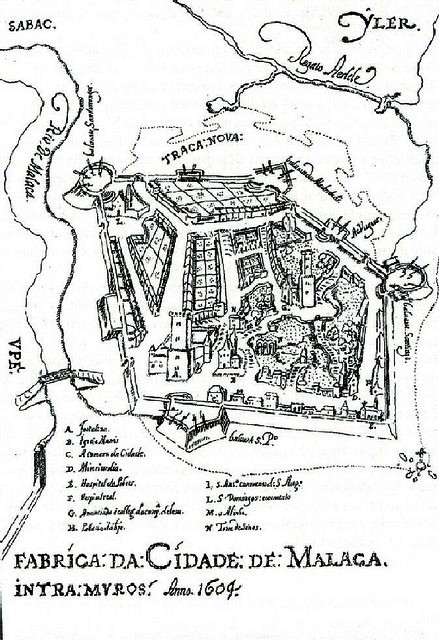
"Fábrica da Cidade de Malaca: intramuros. Anno 1604.", Manuel Godinho de Erédia.

Manuel Godinho de Erédia (Malaca, 1563–1623), também grafado como Emanuel Godinho de Erédia, foi um cartógrafo e escritor malaio-português.

## Biografia
Nasceu em Malaca, na península Malaia. Pelo lado do seu pai João de Erédia Aquaviva, descendia de sangue Aragonês, enquanto que a sua mãe era uma Macassaresa de boa família, de acordo com a autobiográfia de Erédia. Foi educado em Malaca e no Colégio da Companhia de Jesus em Goa.
Ao concluir os seus estudos, em 1580, concebeu o projecto de encontrar as Ilhas de Ouro, que possuíam papel de destaque nas lendas Malaias. Na concepção de Erédia elas encontravam-se aproximadamente a Noroeste da Austrália. É possível que a costa da Austrália possa ter sido avistada em 1521 por Cristóvão de Mendonça e em 1525 por Gomes de Sequeira, que conduziram as expedições Portuguesas em busca dessas ilhas à época, uma vez que é difícil explicar a notável série dos Mapas de Dieppe sem aceitar algum conhecimento Português daquele continente. Erédia, no entanto, baseava-se essencialmente nas leituras de Ptolomeu, Marco Pólo e Ludovico di Varthema, além de relatórios de viagens malaias coevas, acidentais ou deliberadas, ao sudeste de Timor. De posse destas fontes, obteve em 1594 uma comissão de Filipe I como "Descobridor e Adelantado da Nova Índia Meridional", título este que induziria, séculos mais tarde, o pesquisador Henry Major a aclamá-lo como o primeiro verdadeiro descobridor da Austrália, embora Erédia demonstre claramente que se tratava apenas de um título e nunca tenha reclamado a descoberta para si. Por volta de 1602 o Vice-rei do Estado Português da Índia, Aires de Saldanha (1600-1605), havia destacado navios e homens para o projecto, mas a eclosão de guerras locais fez com que Erédia fosse chamado a cumprir o seu papel como soldado e engenheiro militar.
A principal fonte para a biografia de Erédia e seus mapas é o seu manuscrito da "Declaraçam de Malaca e da India Meridional com Cathay" (1613) actualmente em Bruxelas, e ali publicado  por L. Janssens em 1882. Erédia era um bom inspector e cartógrafo e um excelente observador. O seu trabalho mantém a importância como um dos melhores dos primeiros levantamentos da península Malaia, assim como o seu significado na proto-história da descoberta da Austrália. Embora nada tenha resultado do seu projecto, parece provável que, envolto em muita fantasia, exista um núcleo genuíno de provas quanto ao conhecimento Malaio da Austrália, ou, pelo menos, de águas australianas.
No entanto a chegada dos holandeses aos mares do Oriente, nos fins do século XVI, veio afastar definitivamente as suas esperanças. As dificuldades financeiras e militares, que cresciam perante esta nova ameaça, não propiciavam de facto o financiamento do seu projecto.

## Obra
- 1610 - Atlas
- 1613 - Declaracam de Malaca e da India Meridional com Cathay
- 1616 - Carta da Ilha de Goa
- c. 1620 - Lyvro de Plataforma das Fortalezas da India